# أبو القاسم الزنجاني
السيد أبو القاسم بن أبي طالب الموسوي الزنجاني (1224 هـ - 1292 هـ). هو رجل دين ومتكلِّم شيعي إيراني من أهل زنجان عُرف بدوره البارز في القيام ضد البابيَّة وقت بروزها في إيران، وقد قال عنه آغا بزرگ الطهراني: «كان مرجع الأمور بزنجان وله قضايا تاريخية في فتنة البابية بها». وترجم له محسن الأمين العاملي في أعيان الشيعة مثنياً عليه، وقال: «وله قضايا معروفة في فتنة البابية بزنجان».
ترجم له علي التبريزي المعروف بثقة الإسلام في كتابه مرآة الكتب قائلاً أنَّه من تلامذة عبد الوهاب القزويني، كما أنَّ له إجازات من جعفر كاشف الغطاء وعلي الطبأطبائي صاحب الرياض، وذكر أنَّه قد ارتحل في فترةٍ ما إلى إصفهان متتلمذاً فيها على محمد إبراهيم الكلباسي ومحمد باقر الرشتي، ونال منهما الإجازات.

## مؤلفاته
ذكر ثقة الإسلام التبريزي أنَّ للزنجاني ما يُقارب عشرين مصنَّفاً، وأورد الأمين في ترجمته له بعض عناوينها، ومن مصنَّفاته:
| - قاطع الأوهام. في إثبات طهارة دماء المعصومين الأربعة عشر. - قواطع الأوهام. نظير قاطع الأوهام لكنَّ هذا أكبر منه. - حجة الأبرار على فرقة الأشرار. في إثبات حرمة شرب الخمر. - مقاليد الأبواب. - نار الله الموقدة في ذكر المصائب. بالفارسيَّة. - هداية المتقين في أصول الدين. - رسالة في الحبوة. مبسوطة. | - المقاصد المهمات في صيغ العقود والإيقاعات. - إيضاح الدلائل في حساب عقد الأنامل. - تخريب الباب. في الرد على البابيَّة. - رد الباب. - سد الباب. - قلع الباب. - قمع الباب. |